# Authentic (cheval)
Pour les articles homonymes, voir Authentic.
Authentic est un cheval hongre bai de race KWPN, concourant en saut d'obstacles. Né en 1995, il est médaille d'or aux Jeux olympiques de Pékin en 2008.